# Neandertalermuseum in Krapina

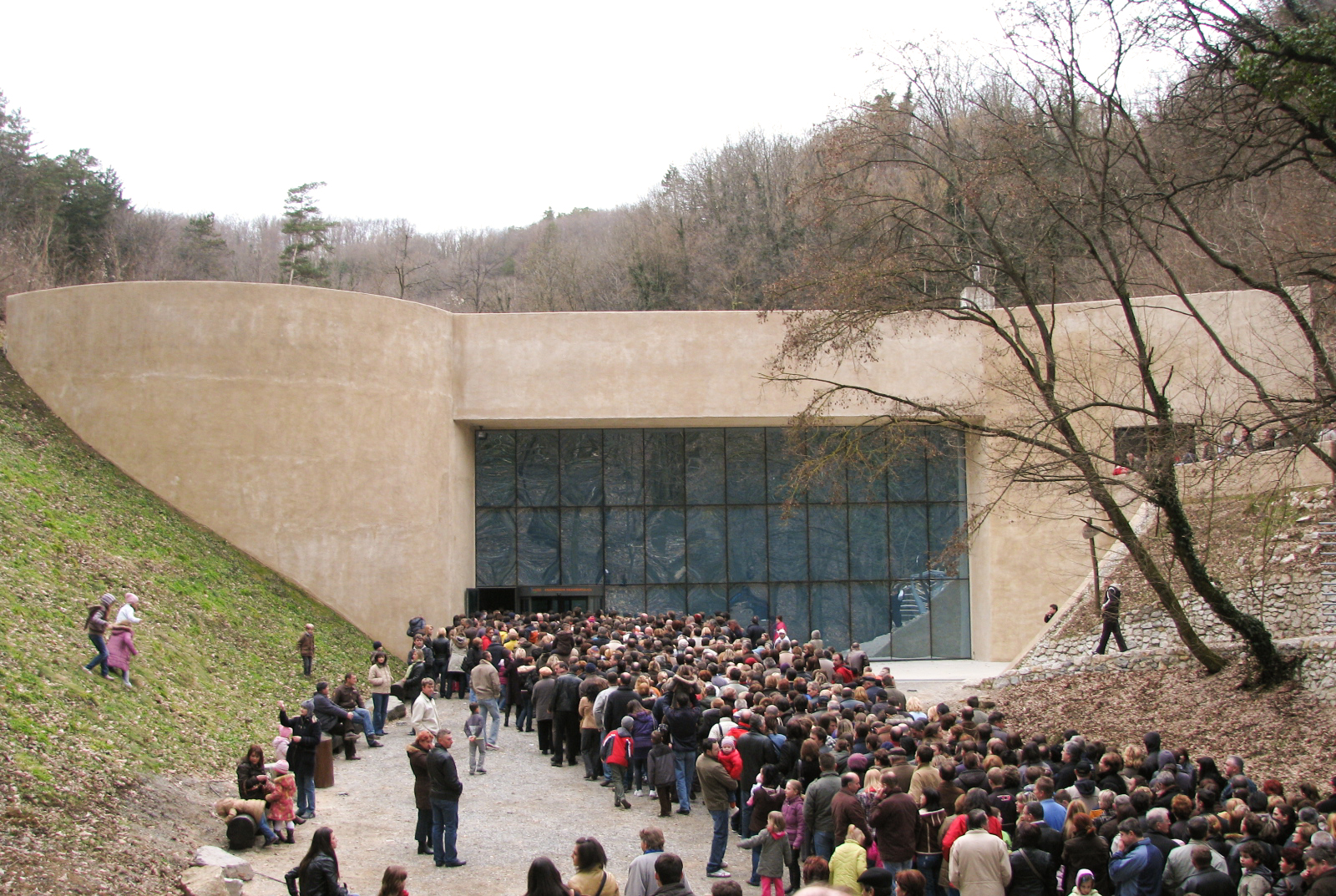
Neues Museumsgebäude

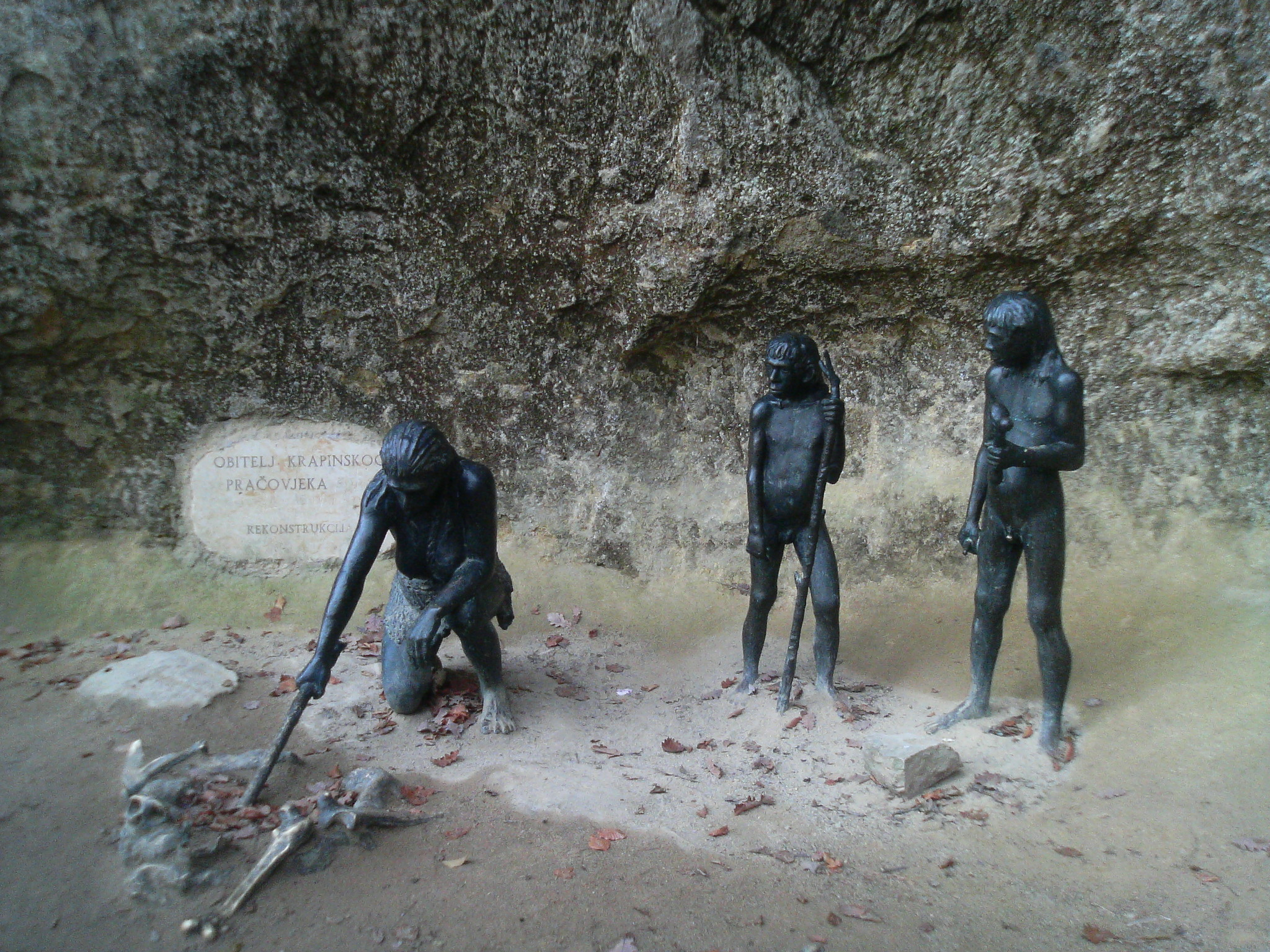
Rekonstruktion einer Neandertaler-Familie im Abri von Krapina

Das Neandertalermuseum in Krapina (kroatisch Muzej krapinskih neandertalaca) ist ein Museum in Krapina bei Zagreb in Kroatien. Es behandelt die Ur- und Frühgeschichte der Menschheit sowie die einst an diesem Ort vor 130.000 Jahren lebenden Neandertaler.
Rings um den Abri von Krapina besteht seit mehreren Jahrzehnten ein Park, in dem Großskulpturen pleistozäner Tiere und von Neandertalern aufgestellt sind. Ein kleines Museum befand sich unterhalb des Abris, im Obergeschoss eines Gebäudes.
Im Jahre 2010 wurde – nach zehnjähriger Bauzeit – unweit der Fundstelle ein neues Museum eröffnet, das sich auf zwei Etagen über 1200 Quadratmeter erstreckt und zu den modernsten Museumsbauten für Urgeschichte in Europa gehört. Das Museum selbst bietet über ein Audiosystem eine Führung in kroatischer, deutscher, französischer, italienischer und englischer Sprache. Zusätzliche Lesetexte sind in diesen und weiteren Sprachen erhältlich. Neben der Ausstellung gibt es im Museum eine Filmleinwand, ein Café und einen Museumsshop.
Zum Museum gehört der Bereich des Fundortes des Neandertalers, dessen Knochen im Jahr 1899 entdeckt wurden. Dieser Fundort gehört zu den bedeutendsten Fundstätten fossiler Überreste von Neandertalern in Europa.
Direkt am Museum startet und endet der Urzeit-Kunstweg mit Werken mehrerer Künstler.